# 富士宮市立山宮小学校
富士宮市立山宮小学校（ふじのみやしりつ やまみやしょうがっこう）は、静岡県富士宮市山宮にある公立小学校。卒業後は富士宮市立北山中学校に進学する。山宮１区・山宮２区・山宮３区・山宮４区の避難所に指定されている。

## 通学区域
山宮1区（2町内5班を除く。） 山宮2区（1町内4班及び佐久間送電線以南を除く。） 山宮3区 山宮4区（佐久間送電線以南を除く。）